# الأميرة الجميلة
الأميرة الجميلة هي لوحة لسيدة شابة ترتدي زياً أنيقاً وتصفيفة شعر لأحد سكان ميلانو في عقد 1490. بنسب البعض اللوحة إلى ليوناردو دا فينشي لكن يوجد خلاف حول ذلك.